# Hermann zu Solms-Laubach

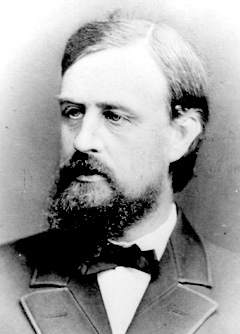
Hermann zu Solms-Laubach, 1915

Hermann Graf zu Solms-Laubach, genauer Hermann Maximilian Carl Ludwig Friedrich Graf zu Solms-Laubach (* 23. Dezember 1842 in Laubach bei Gießen; † 24. November 1915 in Straßburg) war ein hessischer, deutscher Botaniker. Sein offizielles botanisches Autorenkürzel lautet „Solms“.

## Leben und Wirken
Hermann war der Sohn des früheren Reichstagsmitgliedes, des Grafen Otto zu Solms-Laubach (1799–1872) und dessen Ehefrau Luitgarde geborene Prinzessin zu Wied (1813–1870). Er studierte in Gießen, Berlin, Freiburg und Genf. 1868 habilitierte er sich an der Universität Halle. 1872 wurde er außerordentlicher Professor in Straßburg. 1879 wurde er Professor und Direktor des Botanischen Gartens in Göttingen, 1888 in Straßburg. 1883 und 1884 bereiste er Java. Im Jahr 1884 wurde er zum Mitglied der Leopoldina gewählt.
Er arbeitete an Systematik und an Paläontologie. Er war auch Redakteur und ab 1889 zusammen mit Wortmann Herausgeber der Botanischen Zeitung.
Hermann Graf zu Solms-Laubach leistete Beiträge zu großen Werken mehrerer Zeitgenossen. So bearbeitete für das Werk Flora brasiliensis von Carl Friedrich Philipp von Martius die „Rafflesiaceae“ (Band IV Nr. 2, 1869/1890) und die „Caricaceae“ (Band XIII Nr. 3, 1874/1900). Zu Die natürlichen Pflanzenfamilien von Adolf Engler und Carl Prantl schrieb er über „Pandanaceae“ (III 1, 1887), „Rafflesiaceae, Hydnoraceae“ (III 6a, 1889) und „Caricaceae“ (1893). Für das Werk Das Pflanzenreich von Adolf Engler schrieb er „Rafflesiaceae et Hydnoraceae“ (1901). Zu Prodromus systematis naturalis regni vegetabilis von Augustin-Pyrame de Candolle trug er „Chloranthaceae“ (XVI 1, 1869) und „Lennoaceae“ (XII, 1873) bei. Zu Monographiae Phanerogamarum von Alphonse Pyrame de Candolle steuerte er „Pontederiaceae“ (Band 4, 1883) bei.

## Schriften
- Über den Bau und die Entwickelung der Ernährungsorgane parasitischer Phanerogamen. In: Jahrbücher für wissenschaftliche Botanik. Berlin 1867–1868.
- Die Familie der Lennoazeen. Botanische Zeitung, Halle 1870.
- Über den Bau der Samen in den Familien der Rafflesiaceae und Hydnoraceae. Botanische Zeitung, Halle 1874.
- Über den Bau von Blüte und Frucht in der Familie der Pandanaceae. Botanische Zeitung, Halle 1878.
- Herkunft, Domestikation und Verbreitung des gewöhnlichen Feigenbaums. Göttingen 1882.
- Corallina. Neapel 1881 (Monografie dieser Pflanzengattung).
- Die Geschlechterdifferenzierung bei den Feigenbäumen. Botanische Zeitung. 1885.
- Heimat und der Ursprung des kultivierten Melonenbaums, Carica Papaya. Botanische Zeitung. 1889.
- Einleitung in die Paläophytologie vom botanischen Standunkt aus. Felix, Leipzig 1887. (Digitalisat)
- Weizen und Tulpe und deren Geschichte. Felix, Leipzig 1899. (Digitalisat)
- Die leitenden Gesichtspunkte einer allgemeinen Pflanzengeographie. Felix, Leipzig 1905. (Digitalisat)

## Ehrungen
1896 wurde er in die American Academy of Arts and Sciences gewählt. Im November 1902 wurde er als Foreign Member in die Royal Society aufgenommen. Seit 1903 war er korrespondierendes Mitglied der Bayerischen Akademie der Wissenschaften. 1911 wurde ihm die Linné-Medaille der Linnean Society of London verliehen. Die Pflanzengattungen Solmsia Baill. aus der Familie der Seidelbastgewächse (Thymelaeaceae) sowie Solms-Laubachia Muschl. aus der Familie der Kreuzblütengewächse (Brassicaceae) sind nach ihm benannt worden.